# Хикипилас (муниципалитет)
Хикипилас (исп. Jiquipilas) — муниципалитет в Мексике, штат Чьяпас, с административным центром в одноимённом посёлке. Численность населения, по данным переписи 2020 года, составила 41 063 человек.

## Общие сведения
Название Jiquipilas с языка науатль можно перевести как вьючное место.
Площадь муниципалитета равна 1301,3 км², что составляет 1,8 % от площади штата, а наиболее высоко расположенное поселение Ниньяс-Кармелитас-Максан, находится на высоте 1154 метра.
Он граничит с другими муниципалитетами Чьяпаса: на северо-востоке с Окосокоаутла-де-Эспиносой, на юго-востоке с Вильяфлоресом, на юге с Арриагой, и на западе с Синталапой.

## Учреждение и состав
Муниципалитет был образован 6 марта 1940 года, по данным 2020 года в его состав входит 351 населённый пункт, самые крупные из которых:
| Код INEGI                  | Населённый пункт                                                                     | Численность населения (2005 год) | Численность населения (2010 год) | Численность населения (2020 год) |
| -------------------------- | ------------------------------------------------------------------------------------ | -------------------------------- | -------------------------------- | -------------------------------- |
| 046                        | Всего                                                                                | 35831                            | 37818                            | 41063                            |
| 0001                       | Хикипилас (исп. Jiquipilas) 16°40′04″ с. ш. 93°39′02″ з. д. (административный центр) | 9145                             | 9894                             | 11596                            |
| 0103                       | Тьерра-и-Либертад (исп. Tierra y Libertad) 16°22′48″ с. ш. 93°51′38″ з. д.           | 2443                             | 2600                             | 2573                             |
| 0045                       | Хосе-Мария-Пино-Суарес (исп. José María Pino Suárez) 16°30′24″ с. ш. 93°44′17″ з. д. | 2044                             | 2091                             | 2244                             |
| 0104                       | Тильтепек (исп. Tiltepec) 16°23′44″ с. ш. 93°52′06″ з. д.                            | 1864                             | 2007                             | 2243                             |
| 0112                       | Висенте-Герреро (исп. Vicente Guerrero) 16°39′41″ с. ш. 93°34′51″ з. д.              | 1270                             | 1383                             | 1519                             |
| 0078                       | Кинтана-Роо (исп. Quintana Roo) 16°36′24″ с. ш. 93°33′39″ з. д.                      | 1150                             | 1243                             | 1465                             |
| 0023                       | Куаутемок (исп. Cuauhtémoc) 16°33′03″ с. ш. 93°42′58″ з. д.                          | 1216                             | 1300                             | 1365                             |
| 0047                       | Хулиан-Грахалес (исп. Julián Grajales) 16°25′48″ с. ш. 93°42′50″ з. д.               | 1222                             | 1293                             | 1263                             |
| —                          | Прочие                                                                               | 15477                            | 16007                            | 16795                            |
| Названия на карте Генштаба |                                                                                      |                                  |                                  |                                  |

## Экономическая деятельность
По статистическим данным 2000 года, работоспособное население занято по секторам экономики в следующих пропорциях:
- сельское хозяйство, скотоводство и рыбная ловля — 65,2 %;
- промышленность и строительство — 9,2 %;
- торговля, сферы услуг и туризма — 23,6 %;
- безработные — 2 %.

### Сельское хозяйство
Основные выращиваемые культуры: кукуруза, фасоль, арахис и томаты.

### Животноводство
В муниципалитете разводится крупный рогатый скот, зебу, лошади, свиньи и домашняя птица.

### Пчеловодство
Годовой сбор мёда достигает 76 тонн.

### Торговля
В муниципалитете работает несколько магазинов, занимающихся реализацией продуктов питания, одежды и обуви, мебели и других товаров.

### Услуги
Муниципалитет предоставляет услуги: гостиниц, ресторанов, магазинов, проката и ремонта транспорта, а также юридические консультации.

## Инфраструктура
По статистическим данным 2020 года, инфраструктура развита следующим образом:
- электрификация: 98,7 %;
- водоснабжение: 27,3 %;
- водоотведение: 95,2 %.

## Туризм
Основными достопримечательностями, посещаемыми туристами являются католическая церковь, построенная в XIX веке, а также руины прихода колониального периода.